# Dorfkirche Groß Pankow

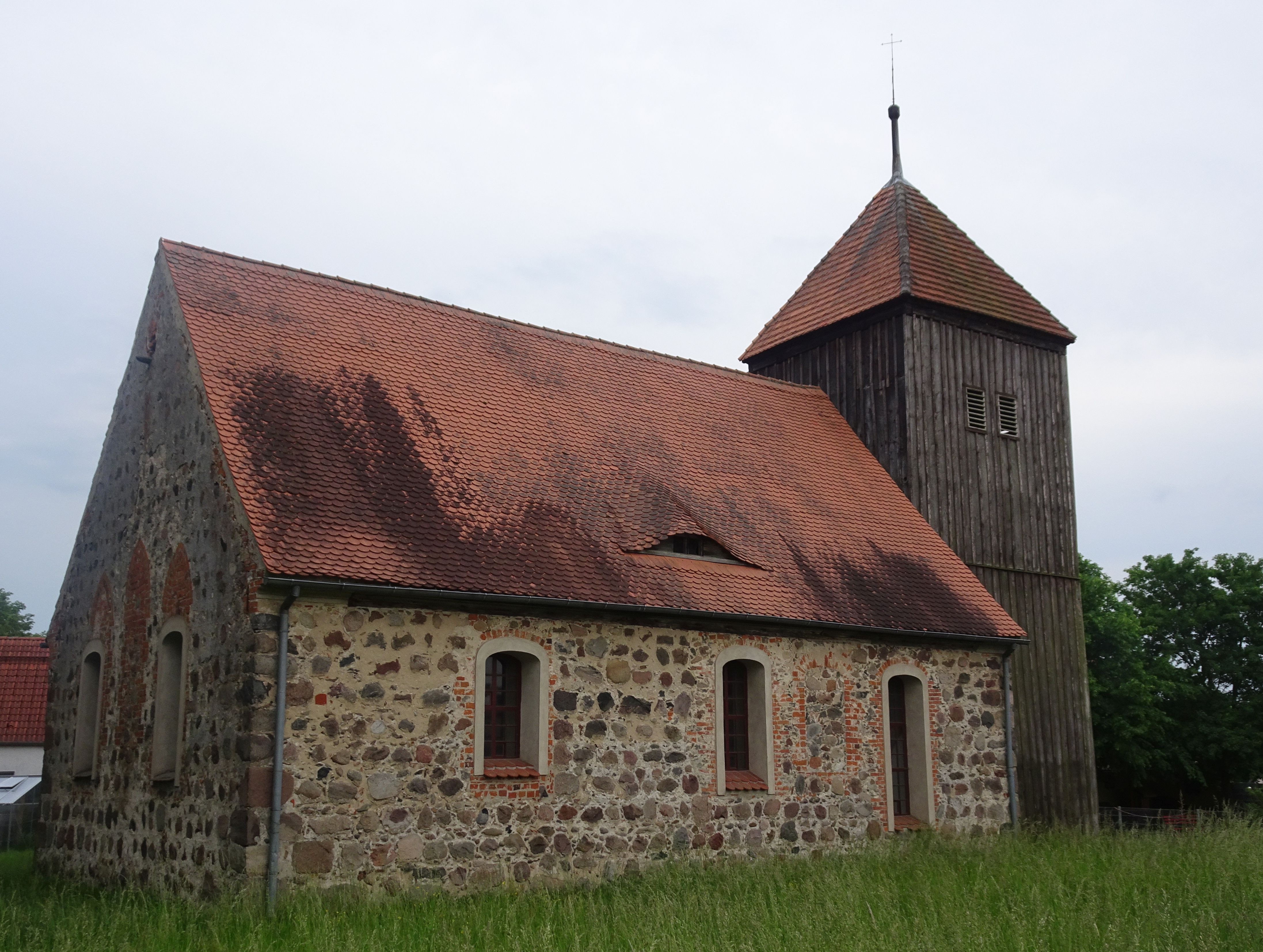
Dorfkirche Groß Pankow

Die evangelische, denkmalgeschützte Dorfkirche Groß Pankow steht in Groß Pankow, einer Gemeinde im Landkreis Prignitz von Brandenburg. Die Kirche gehört zur Gesamtkirchengemeinde Region Pritzwalk im Kirchenkreis Prignitz der Evangelischen Kirche Berlin-Brandenburg-schlesische Oberlausitz.

## Beschreibung
Das Langhaus der Feldsteinkirche wurde in der zweiten Hälfte des 14. Jahrhunderts erbaut. Vor der Westwand wurde im 17. Jahrhundert ein freistehender Glockenstuhl aus mit Brettern verkleidetem Holzfachwerk errichtet, der mit einem Pyramidendach bedeckt ist. In der Westwand befand sich ursprünglich das Portal. 1686 wurde das Langhaus umgebaut, an der Südwand wurde ein Anbau aus Holzfachwerk errichtet, der hinter dem neuen Portal das Vestibül beherbergt. 
Zur Kirchenausstattung gehört ein barocker Kanzelaltar. Unter der Kanzel befindet sich ein Bild des Abendmahls. Auf der Brüstung stehen zwei Statuen, die den Schalldeckel halten. Die Fenster des Umbaus des Pfarrstuhls sind mit geschnitztem Rankenwerk und dem Agnus Dei verziert. 
Die Orgel mit fünf Registern auf einem Manual und Pedal wurde 1884 von Wilhelm Sauer gebaut.